# Alan Smith (labdarúgó, 1962)
Alan Martin Smith (Bromsgrove, 1962. november 21. –) angol válogatott labdarúgó.

## Pályafutása

### Klubcsapatban
1981 és 1982 között az alacsonyabb osztályú Alvechurch csapatában játszott. 1982 és 1987 között a Leicester City játékosa volt. 1987-től 1995-ig az Arsenalt erősítette, melynek színeiben két alkalommal bajnoki címet szerzett, 1991-ben szuperkupát, 1993-ban FA-kupát és ligakupát, míg 1994-ben a KEK-serlegét nyerte meg csapatával. Az 1988–89-es szezonban 23 és az 1990–91-es szezonban 22 találattal az élvonal legeredményesebb játékosa volt. 

### A válogatottban
1988 és 1992 között 13 alkalommal szerepelt az angol válogatottban és 2 gólt szerzett. Tagja volt az 1992-es Európa-bajnokságon szereplő válogatott keretének.

## Sikerei, díjai
Arsenal
- Angol bajnok (2): 1988–89, 1990–91
- Angol kupagyőztes (1): 1992–93
- Angol ligakupagyőztes (1): 1992–93
- Angol szuperkupagyőztes (1): 1991 (megosztva)
- Kupagyőztesek Európa-kupája győztes (1): 1993–94

Egyéni
- Az angol bajnokság gólkirálya (2): 1988–89 (23 gól), 1990–91 (22 gól)